# Insomnia (2002)

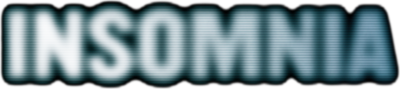
Logo

Insomnia ("Sömnlöshet") är en amerikansk spänningsfilm från 2002.

## Handling
Polisen Will Dormer får i uppdrag att tillsammans med sin kollega Hap Eckhart åka till den avlägsna fiskestaden Nightmute i Alaska för att utreda mordet på 17-åriga Kay Connell. Dormer gillrar en fälla för mördaren som han och kollegan Eckhart jagar, men när mördaren ska gripas råkar Dormer av misstag skjuta ihjäl Eckhart. För att inte själv bli anklagad och för att kunna slutföra mördarjakten gör Dormer allt för att sopa igen spåren efter dödsskottet och skyller Eckharts död på mördaren. Snart är Dormer indragen i en kalkylerad lek med mördaren samtidigt som han måste försöka utmanövrera en lokal polis som börjat göra egna efterforskningar angående en kollegas död.

## Om filmen
Insomnia regisserades av Christopher Nolan. Det är en nyinspelning av den norska filmen Insomnia från 1997.
Ken Kirzinger koordinerade filmens stunts.

## Rollista (urval)
| Al Pacino          | – Inspektör Will Dormer             |
| Robin Williams     | – Walter Finch                      |
| Hilary Swank       | – Inspektör Eleanor P. "Ellie" Burr |
| Maura Tierney      | – Rachel Clement                    |
| Martin Donovan     | – Inspektör Hap Eckhart             |
| Nicky Katt         | – Fred Duggar                       |
| Paul Dooley        | – Kapten Charlie Nyback             |
| Jonathan Jackson   | – Randy Stetz                       |
| Larry Holden       | – Farrell Brooks                    |
| Katharine Isabelle | – Tanya Francke                     |
| Crystal Lowe       | – Kay Connell                       |
| Jay Brazeau        | – Francis                           |
| Lorne Cardinal     | – Rich                              |
| Kerry Sandomirsky  | – Trish Eckhart                     |
| Oliver 'Ole' Zemen | – Pilot                             |
| Emily Perkins      | – Flicka på begravning              |